# 大鳍虫鳗
大鳍虫鳗（学名：Muraenichthys macropterus）为蠕鳗科虫鳗属的鱼类。分布于印度洋非洲东岸、东至太平洋中部密克罗尼西亚、北至中国、日本、南至印度尼西亚以及南海、台湾海峡等海域，属于近海暖水性底层鱼类。

## 扩展阅读
維基物種上的相關：大鳍虫鳗